# Domaintasting
Das Domaintasting ist eine Methode zum Prüfen der Attraktivität von Domains.
Dabei machen sich vor allem Domainmakler zunutze, dass die ICANN es erlaubt, eine Domain in den ersten Tagen nach Registrierung wieder abzustoßen, ohne dass eine Registrierungsgebühr anfällt (Domain-Kiting).
Bei .de-Domains ist es üblich, mit dem jeweiligen Registrar (DENIC-Mitglied) auszuhandeln, dass die registrierten Domains auf Monats- statt auf Jahresbasis abgerechnet werden. Somit wird das Kostenrisiko von Fehlregistrierungen stark minimiert, zumal uninteressante Domains auch vor dem Ablauf des aktuellen Monats wieder gelöscht werden können. Insbesondere bei Expired Domains ist diese Vorgehensweise stark verbreitet.
Domaintaster registrieren eine Vielzahl von Domains und führen automatisiert Analysen durch. Sie bedienen sich dabei auch Domains, welche bereits registriert sind und kurzfristig gelöscht werden, im Rahmen von Domain-Backorder-Services. Hauptsächlich wird die Anzahl der Besucher, die jede Domain anzieht, überwacht. Dabei handelt es sich sowohl um eine Analyse von direkten Eingaben (sogenanntem Type In) als auch um eine Prüfung der Besucherherkunft aus Verlinkungen und Suchmaschinen bzw. den Suchbegriffen aus Suchmaschinen. Schließlich können besonders profitable Domains behalten und alle weiteren wieder abgemeldet werden.
Im Falle der ICANN wurde das Problem inzwischen dadurch gelöst, dass Unternehmen ab einer bestimmten Anzahl oder einem gewissen Anteil zurückgegebener Domains pro Monat jede zusätzliche Registrierung, auch kurzzeitige, bezahlen müssen.